# Ostéoblaste

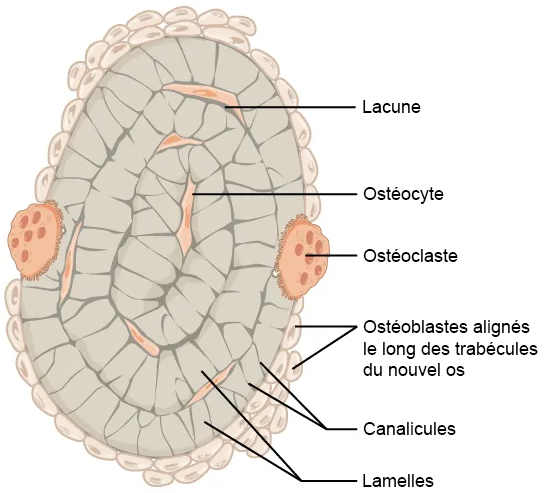
Schéma du tissu osseux

Cet article possède un paronyme, voir Ostéoclaste.
L'ostéoblaste correspond à la forme jeune de la cellule osseuse. Les ostéoblastes ont une origine mésenchymateuse, ils proviennent des cellules souches présentes dans la moelle osseuse. Ces cellules souches sont communes à différents types cellulaires (ostéoblastes, chondrocytes, adipocytes, tendinocytes, fibroblastes). L'ostéoblaste va avoir différentes fonctions notamment la synthèse et la minéralisation de la matrice osseuse pendant la croissance du squelette. L'ostéoblaste va permettre également le renouvellement de la matrice osseuse chez l'adulte ainsi que la réparation de cette matrice au cours de la vie.
Les ostéoblastes sont situés à la face interne et externe de l'os, et sont présents dans le tissu osseux en croissance ou en transformation (c'est-à-dire tout au long de la vie puisque l'os, loin d'être un tissu inerte, est en perpétuel remaniement).

## Morphologie

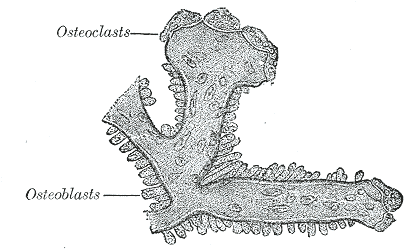
Les ostéoblastes et les ostéoclastes sur l'os trabéculaire d'une mâchoire d'embryon de veau.

Les ostéoblastes sont présents sous deux formes, une forme inactive ou quiescente et une forme active. Dans leurs formes quiescentes, les ostéoblastes sont présents sous forme d'une monocouche de cellules aplaties ou fusiformes. Ces cellules contiennent peu de cytoplasmes et peu d'organites intracellulaires, et présentent une activité réduite. Elles communiquent entre elles par l'intermédiaire de prolongements cytoplasmiques fins et courts possédant des jonctions communicantes organisées par la connexine 43. Au repos, les ostéoblastes recouvrent la surface de la matrice organique minéralisée, dans ce cas-là les ostéoblastes sont appelés cellules bordantes.
Dans leurs formes actives, les ostéoblastes ont une forme cubique, les interactions sont conservées grâce au système de jonctions. Leur activation va être induite soit par une contrainte mécanique soit par un stimulus hormonal.

## Régulation
Plusieurs facteurs de transcriptions et de croissances régulent la différenciation et la prolifération des ostéoblastes notamment Cbfa-1 qui va permettre de réguler l'expression des gènes exprimés par les ostéoblastes.
Les ostéoblastes sont également sous la dépendance des hormones circulantes (hormone parathyroïdienne, leptine). La leptine va agir sur l'hypothalamus, les cellules de l'hypothalamus sécrètent un facteur qui va inhiber la formation du tissu osseux par les ostéoblastes.

## Fonctions

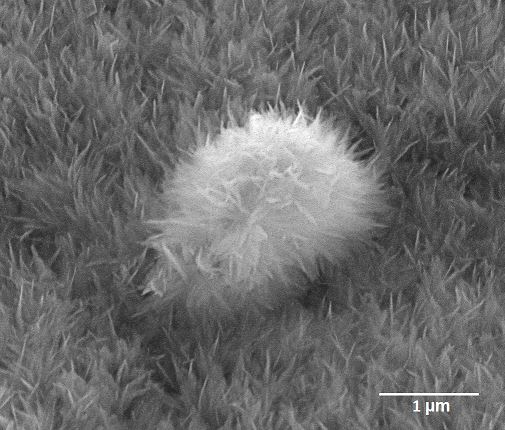
Microscopie électronique d'un cristal d'hydroxyapatite

Ce sont des cellules qui synthétisent la partie non minérale des os (ostéoïde) et participent ensuite à la minéralisation de cette même matrice. La partie organique de la matrice osseuse est constituée à 90 % de collagène de type 1. Les ostéoblastes sécrètent donc principalement du collagène mais aussi diverses protéines. Ils concentrent aussi le calcium et le phosphate qui constituent la partie minérale de l'os. Le phosphate inorganique se lie au calcium et donne de l'hydroxyapatite Ca10(PO4)6(OH)2. Cette action est renforcée par l'action de l'enzyme ostéocalcine.
Les ostéoblastes « s'emmurent vivants » dans des couches concentriques de tissu osseux et conservent des liens avec les autres cellules via des prolongements cytoplasmiques. Une fois totalement emmurés, on les appelle ostéocytes. Les ostéocytes poursuivent une activité de synthèse mais beaucoup plus modérée.
L'os doit adapter sa structure aux contraintes auquel il est soumis : il est donc en perpétuel remodelage. Les ostéoblastes, qui synthétisent de l'os, travaillent donc en synergie avec les ostéoclastes, qui sont capables de résorber l'os. Les ostéoblastes vont réguler la différenciation des ostéoclastes par la sécrétion des protéines RANKL  et l'ostéoprotégérine   et agissent sur l'homéostasie du tissu osseux.
À la suite d'un stimulus activateur les ostéoblastes vont synthétiser une fraction organique au niveau du pôle basal de la cellule. Cette fraction est appelée bordure ostéoïde. Les ostéoblastes activés vont également permettre la synthèse d'une matrice organique extracellulaire à la surface de la matrice organique minéralisée c'est ce que l'on appelle l'apposition osseuse.
Les ostéoblastes interviennent dans la phase d'ossification périostique de l'ostéogenèse, les cellules vont sécréter de l'os réticulaire sur les fibres de collagènes provenant du périoste, ces fibres sont également appelées fibres de Sharpey.

## Anomalies
L'absence du facteur de transcription Cbfa1 va induire une absence des ostéoblastes. La présence d'un seul gène actif du facteur de transcription va conduire chez l'humain à une absence de clavicules et à un retard de fermeture des sutures des os crâniens.
En absence de sécrétion de leptine ou en absence des récepteurs de la leptine, la densité osseuse sera élevée.